# Miramar (kommun)
Miramar är en kommun i Spanien.   Den ligger i provinsen Província de València och regionen Valencia, i den östra delen av landet, 300 km sydost om huvudstaden Madrid. Antalet invånare är 2 558. Arean är 2,6 kvadratkilometer. Miramar gränsar till Bellreguard, Guardamar de la Safor, Gandia, Palmera och Piles. 
Terrängen i Miramar är mycket platt.